# 大八木淳史
大八木 淳史（おおやぎ あつし、1961年8月15日 - ）は、ラグビー日本代表。
ラグビー解説者、コメンテーター、タレント、教育者、京都市社会教育委員、兵庫県ユニセフ評議員、京都市立京都工学院高等学校（元京都市立伏見工業高等学校）ラグビー部名誉OB会長。身長190cm。松竹芸能に所属。
有限会社大八木淳史事務所代表取締役。株式会社山﨑砂利商店顧問。

## 来歴
京都府京都市右京区出身。伏見工業高校ラグビー部で山口良治監督に師事。現在はOB会長を務める。
高校卒業後、同志社大学へ進学。同志社大学ラグビー部在籍中には平尾誠二や二見健太郎らと共に全国大学ラグビー大会優勝に貢献。史上初となる同大三連覇の礎になる。1983年にはウェールズ遠征メンバーに選ばれ、テストマッチ出場を果たす。
同志社大学在籍中、ニュージーランドの名門カンタベリー大学へ留学。留学中に平尾誠二に嘆願され、ニュージーランドから帰国後、同志社大学ラグビー部へ戻り、大学選手権で優勝し4度目の日本一を達成した。しかし日本選手権では新日鉄釜石（現・釜石シーウェイブス）に敗れ5年目のシーズンを終えた。進路に関しては、以前より、親交のあった後に株式会社神戸製鋼所の社長となる亀高素吉から直接勧誘を受け、同社に入社。同社のラグビー部（現・神戸製鋼コベルコスティーラーズ）で活動することになった。以来、新日鉄釜石と並ぶ7連覇の中心メンバーとして活躍した。日本代表出場歴も30試合重ねた。現在は公益財団法人日本ラグビーフットボール協会高校生委員を務める。
現役引退後も神戸製鋼に残り、ラグビーの指導・普及に努める傍ら、テレビタレント（松竹芸能所属）として各メディアにて活躍している。2005年より同志社大学大学院総合政策科学研究科へ進学し「トップアスリートによるスポーツクラブの構築～青少年育成を視座に～」についての研究を行う。2007年4月より同研究科後期博士課程在籍中。同年、高知中央高等学校ラグビー部ゼネラルマネージャー、京都市社会教育委員に就任。2008年4月に香川大学客員教授に就任。2011年12月に高知中央高等学校ラグビー部ゼネラルマネージャーを退任。2012年1月に芦屋大学特任教授に就任し、併せて「芦屋学園スポーツモダニズムプロジェクト」リーダーとなる。2012年7月1日付で芦屋学園中学校・高等学校校長にも就任。また、2013年4月1日より芦屋大学附属幼稚園長も兼任。さらに、全国高等学校体育連盟ボクシング専門部部長にも就任。2014年3月には学校法人芦屋学園理事長に就任した（芦屋学園中学校・高等学校校長・芦屋大学附属幼稚園長も引き続き兼任）。2016年10月25日に学校法人の理事長を離任した。2017年3月31日、学校法人芦屋学園中学校・高等学校の校長を退職。2017年4月1日、鉄鋼商社、丸貴管鋼株式会社顧問に就任。同年10月株式会社山﨑砂利商店、スポーツ・広報担当顧問及びヤマゼンロック・ザ・キッズの監査も務め、2018年1月、兼ねてから友人であった青木義明が代表を務める、MK株式会社の経営担当顧問にも就任する。株式会社バン・ネット・システムの社長付顧問。株式会社大番のアドバイザー。2019年10月1日レベルセンサー等の老舗メーカー、関西オートメイション株式会社の常務取締役に就任。
2021年7月23日しがスポ応援宣言SPサポーター就任。
- 『勇気のなかに : Keep on running』（アリス館、1997年）ISBN 4-7520-0077-6
- 『友よ : Rugby is rugby』（ダイヤモンド社、1998年）ISBN 4-478-96061-5
- 『夢を活かす : 熱血師弟の実践的子育て』（講談社、2001年）ISBN 4-06-211002-4 ※山口良治との共著
- 『ライフスキル教育 : スポーツを通して伝える‘生きる力’』（昭和堂、2009年）共著
- 『ラグビー校長 体罰と教育を熱く語る』（小学館101新書、2013年）

## 出演番組

### テレビドラマ
- 利家とまつ〜加賀百万石物語〜 第5話・第6話（2002年、NHK大河ドラマ） - 足立六兵衛 役
- 大化改新（2005年1月3日、NHK古代史ドラマスペシャル） - 漢直 役
- 花園オールドボーイ（2014年1月10日、NHK大阪総合／関西ローカル・同2月11日、全国放送）
- 歪んだ波紋 第7話・最終話（2019年12月15日 - 22日、NHK BSプレミアム プレミアムドラマ） - アンデソン 役

### 報道番組・情報番組
- 金曜オモロしが
- 地元の人が教える! 2泊3日の旅（旅チャンネル）
- いのちの響（TBSテレビ）
- なんで?なんで?サンデー（2001年、毎日放送） - 関西ローカルの情報番組、司会を担当。
- がんばれ青少年!熱き応援歌をつくろう～ストップ・ザ・ドラッグ（2003年11月24日、テレビ東京）
- ふるさとZIP探偵団（関西テレビ）
- サンデーモーニング（TBSテレビ）
- 真相報道バンキシャ!（日本テレビ）
- かんさい情報ネットten.（読売テレビ）
- クローズアップ現代（NHK）
- おはよう日曜診療所[5]（2014年4月6日 - 2015年3月22日、BS日テレ） - 医師・石村龍之介 役
- ひるおび![6]（TBSテレビ） - 木曜コメンテーター
- まるごと知りたい!AtoZ（NHK BSプレミアム）
- ダラケ! 〜お金を払ってでも見たいクイズ〜（BSスカパー、2019年9月2日、「ラグビーレジェンドダラケ!」）

### スポーツ番組
以下はABCラジオのスポーツ番組で、ナイターオフシーズンの金曜日に放送されるラグビー情報コーナー「ムキムキ!ノーサイド劇場」へ定期的に出演。
- 元気イチバン!!ぶっちぎりプレイボール（2002～2009年度）
- 赤星と次郎のオーライオーライ（2010年度）
- スポーツにぴたっと。（2011年度～）

## CM
- キリンラガービール
- 東洋紡 地球環境シリーズ

## 逸話
- ラグビーを始めたきっかけは伏見工業の入学試験の時に監督の山口良治に勧誘を受けたからであった。それまでラグビー経験はなく、伏見工業を志望したのも実家が工務店だった関係からである[7]。
- 熱狂的な長渕剛ファンで、テレビ朝日『くりぃむナントカ』での「長渕剛ファン王決定戦」というこれまで2回行われたコーナーに2回とも出演。長渕剛のものまね歌手英二らを相手に優勝している[8]。ちなみに長渕のファンになったきっかけは大学時代に付き合っていた彼女の影響であり、それまでは矢沢永吉派であった[9]。
- 「弁慶の泣き所」を「平家の泣き所」と間違って記憶していて、ラグビーの練習中に向こう脛を強打したとき、チームメイトに「平家! 平家!」と叫んだことがある[10]。しかし、実は「平家!平家の笑い所!」と、叫んだようだ。理由を聞くと「もし、弁慶がいなければ平家は維持出来た!」と、言い切ったそうだ。
- 1988年のアジア大会で、日本代表として戦い、韓国代表に敗れた際に、自らのプレイスタイルの変更を考える様になり、それが結果的に神戸製鋼の7連覇に繋がった。
- 1992年1月4日に花園ラグビー場で行われた全国社会人大会準決勝の東芝府中戦で、モールからラック状態へと移る際、寝た状態の大八木に対し、東芝府中の反町光一が大八木を踏んづけるという、「スタンピング」と呼ばれるプレーをされたことで大八木が激怒し、報復行為として、東芝のある選手にノーボールタックルを浴びせた。この一連のプレーは、レフリーは気がついていなかったが、タッチジャッジが指摘したことにより、大八木の行為だけが反則と取られた。さらにレフリーから別途注意を受けたが、その際、レフリーに向かって手を合わせながらお辞儀するという、謝罪のポーズを見せた瞬間、場内の一部の観客の爆笑を誘った[11]。
- 1992年1月14日、神戸製鋼のチームメートと共に立ち寄ったレストランで車上荒らしにあい、現金、革のコート、試合道具などが盗まれた。この中にはラグビーのデータ分析が記載されたシステム手帳も含まれており、大八木は「（ライバルの）三洋電機に見られたら大変や」と心配そうで、「手帳は一刻も早く出てきてほしい。現金はあきらめます。でも30.5センチのスパイクなんかふつうははかれへんし、コートもないと寒くて仕方がない。送ってくれとはいいませんわ。近くの交番にそっと置いてくれたらいい」と語っていたという[12]。
- 自著『勇気のなかに』によると、初の日本一を果たす3年前、右プロップの人材がいなかったことから、若手の山下利幸を一人前に育て上げねばならないと考え、スクラム練習の際、組み方がなってないと見るや、山下の尻に蹴りを入れるなど、荒っぽいやり方も施したと述べている。しかし、そうやって鍛え上げられた山下は、神戸製鋼初の日本一の際にはレギュラーの座を掴み、以後も不動の右プロップとして、連覇時代には欠かせぬ選手の一人となった[13]。
- イアン・ウィリアムスの著書、『奇跡への疾走』によると、ビールのロング缶（500ml）25本を一夜にして飲み干したことがあるという[14]。
- カンタベリー大に留学中、現地の関係者から「NZに残れば、オールブラックスを狙える」と言われて、喜んだが、ポジションは日本でプレイしているLOではなく、PRだと聞いて、ガッカリしたらしい。